# Sally Seymour
Sally Seymour, född okänt år, död 1824, var en amerikansk affärsidkare. 
Hon blev år 1795 frigiven av sin ägare Thomas Martin, som uppenbarligen var far till hennes barn.  Hon tog som fri namnet Seymour eller Seymore. Hon försörjde sig som kokerska och etablerade sig därefter ett framgångsrikt bageri och konditori i Charleston; hon kunde 1802 köpa sin egen butik, och blev efterhand själv slavägare då hon utökade personalen med slavar.  Sally Seymor hade blivit tränad i parisisk kokkonst av kocken Adam Prior, och hade ett flertal elever bland stadens fria färgade.  Hennes framgång var anmärkningsvärd: år 1817 noterades det att St. Cecilia Society, ett musiksällskap som spelade en viktig roll inom den slavägande plantagesocieteten, skulle hålla sitt möte i hennes hus. 
Hon lärde upp sina barn i yrket och grundade vad som sedan blev känd som grundare av Charlestons afroamerikanska konditordynasti. Hon blev mor till Eliza Seymour Lee, som utvidgade hennes verksamhet ytterligare. 